# Kim Soo-hyun (nhà văn)
Kim Soo-hyun (tên khai sinh Kim Soon-ok, 27 tháng 1, 1943) là nhà biên kịch và tiểu thuyết gia hàn Quốc.

## Sự nghiệp
Cuộc sống tuyệt vời (2010) là phim truyền hình đầu tiên kể về một cặp đồng tính nam công khai. Do sự thông cảm của Soo-hyun khi viết về chủ đề đồng tính, bà đã nhận được khen ngợi cũng như chỉ trích. Tuy vậy, bà quả quyết rằng, "Tôi tiếp cận vấn đề đồng tính theo cách nó có thể xảy ra với con trai của tôi." Diễn viên Song Chang-eui và Lee Sang-woo sau đó khen ngợi bà vì đã giúp các nhân vật của họ phát triển một cách tinh tế và chi tiết. Qua việc nêu bật tình yêu giữa hai người trí thức, Soo-hyun nói mục tiêu của bà là xóa bỏ định kiến về các cặp đồng tính và giúp đồng tính không còn là chủ đề cấm kỵ. Trong một xã hội vẫn còn bảo thủ khi bàn về đồng tính, tỉ suất người xem cao cho thấy khá nhiều khán giả ủng hộ bộ phim, giúp phim kéo dài thêm 13 tập so với dự kiến. Diễn viên Hong Seok-cheon kể lại rằng sau khi anh công khai là đồng tính năm 2000, anh đã bị sa thải khỏi tất cả vai diễn và dẫn chương trình, cho đến khi Soo-hyun thuê anh trong một vai phụ của bộ phim năm 2003 Perfect Love.